# Gareth Evans (réalisateur)
Pour les articles homonymes, voir Evans et Gareth Evans.
Gareth Evans, né le 6 avril 1980, est un scénariste et réalisateur gallois. Il est notamment connu pour avoir réalisé The Raid.

## Biographie
Gareth Evans est né et a grandi à Hirwaun, Cynon Valley. Il obtient un Master of Arts en écriture de scénario de l'Université de Glamorgan. Après avoir réalisé Footsteps, un premier long métrage à petit budget, il est engagé pour réaliser un documentaire sur l'art martial indonésien : le Pencak-Silat. Fasciné par ce sport, il découvre Iko Uwais qui était livreur pour une compagnie téléphonique et l'engage pour tenir le premier rôle dans Merantau. Après le succès de ce film, il travaille sur un film à plus gros budget : The Raid (The Raid: Redemption).
Il réalise ensuite Ravage (Havoc) avec Tom Hardy. Tourné en 2021, le film connait plusieurs reports et n'est diffusé qu'en 2025 sur Netflix.

## Filmographie
- 2006 : Footsteps
- 2009 : Merantau
- 2011 : The Raid (The Raid: Redemption)
- 2013 : V/H/S/2 - segment Safe Haven
- 2014 : The Raid 2
- 2018 : Le Bon Apôtre (Apostle)
- 2020 : Gangs of London (série télévisée) - 2 épisodes
- 2025 : Ravage (Havoc)

## Distinctions

### Récompenses
- Festival international du film de Toronto 2011 : People's Choice Award « Midnight Madness » pour The Raid